# Meliboeus vansoni
Meliboeus vansoni es una especie de escarabajo del género Meliboeus, familia Buprestidae. Fue descrita científicamente por Obenberger en 1935.